# Marquesado de Moret

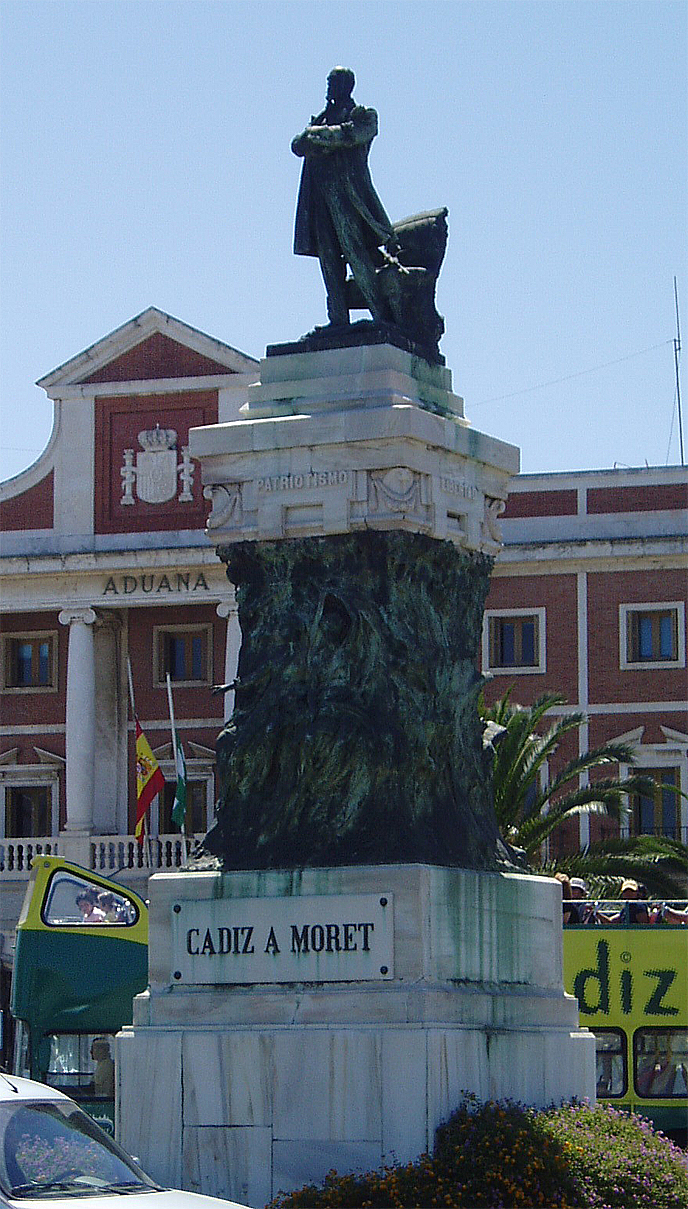
Estatua de Segismundo Moret, en Cádiz.

El Marquesado de Moret es un título nobiliario español creado el 27 de junio de 1914 por el rey Alfonso XIII a favor de María de las Mercedes Moret y Beruete, en recompensa a los méritos de su padre Segismundo Moret y Prendergast, quién fue Presidente del Consejo de Ministros, Ministro de la Corona, Diputado a Cortes, etc.. y sobre todo porque fue el promotor de la llamada Ley Moret, que abrió el paso a la definitiva abolición de la esclavitud que aún perduraba en Cuba y Puerto Rico.

## Marqueses de Moret
|                                     | Titular                               | Periodo                   |
| Creación por Alfonso XIII           | Creación por Alfonso XIII             | Creación por Alfonso XIII |
| ----------------------------------- | ------------------------------------- | ------------------------- |
| I                                   | María de las Mercedes Moret y Beruete | 1914-1935                 |
| Rehabilitación por Francisco Franco |                                       |                           |
| II                                  | María del Pilar de la Bastida y Moret | 1958-1962                 |
| III                                 | José Antonio Cavestany Bastida        | 1966-1995                 |
| IV                                  | José Ramón Cavestany y Campos         | 1998-actual titular       |

## Historia de los Marqueses de Moret
- María de las Mercedes Moret y Beruete, I marquesa de Moret.

1. Casó con José Rafael de la Bastida y Fernández-Espino. Le sucedió, por rehabilitación, su hija:

Rehabilitación en 1958 por:
- María del Pilar de la Bastida y Moret (1899-1962), II marquesa de Moret.

1. Casó con Julio Cavestany de Anduaga. Le sucedió su hijo:

- José Antonio Cavestany y Bastida (1919-1995), III marqués de Moret.

1. Casó con María del Pilar Campos de Carlos. Le sucedió su hijo:

- José Ramón Cavestany y Campos (n. en 1948), IV marqués de Moret.

1. Casó con María del Mar Olivares Salazar